# Nanoro
Nanoro è un dipartimento del Burkina Faso classificato come comune, situato nella Provincia di Boulkiemdé, facente parte della Regione del Centro-Ovest.
Il dipartimento si compone del capoluogo e di altri 14 villaggi: Basziri, Boulpon, Dacissé, Godo, Goulouré, Gouroumbila, Kokolo, Nazoanga, Poéssi, Séguédin, Simidin, Sittaon, Soala e Soum.

## Amministrazione

### Gemellaggi
- Chieri
- Ponsacco
- Gardone Val Trompia
- Rifreddo